# Saint-Joseph (Martinique)
Saint-Joseph ist eine Stadt mit 16.470 Einwohnern (Stand 1. Januar 2022) im französischen Überseedepartement Martinique. Die Stadt liegt knapp 10 km nördlich der Hauptstadt Fort-de-France im hügeligen, landwirtschaftlich geprägten Hinterland und ebenfalls etwa 10 km nordwestlich von Lamentin. Dort befindet sich der Flughafen Aéroport International Martinique Aimé Césaire.

## Geographie

### Lage
Die Gemeinde liegt im Zentrum der Insel und hat keinen Zugang zum Meer.

### Klima
Es herrscht tropisches Klima.

### Transport
Mit dem öffentlichen Bussystem können Fort-de-France und alle umliegenden Gemeinden erreicht werden.

### Stadtentwicklung
Am 1. Januar 2022 betrug die offizielle Bevölkerungszahl ohne der Personen mit Nebenwohnsitz 16.470. Die Kerngemeinde mit einer kleinstädtischen Bebauung wird von einer großen Zahl von Ansiedlungen umgeben, wie zum Beispiel Bambous du Champ, Belle Étoile, Bois du Parc, Bois Neuf, Chapelle, Choco, Durand, Fond Cacao, Gondeau, Long Bois, Morne des Olives, Morne Poirier, Rosière, Rivière Monsieur und Séailles.
Durch diese Ansiedlungen ist die Landschaft sehr stark zersiedelt. Manche der Ansiedlungen zeugen von einem relativ hohen Lebensstandard.

## Tourismus / Sehenswürdigkeiten
Etwa 7,5 km nordwestlich der Kerngemeinde liegt Cœur Bouliki, mitten im tropischen Regenwald am Rivière Blanche, ein beliebter Platz zum Picknick und Ausgangspunkt von Spaziergängen und Wanderungen.

## Geschichte
Die Gemeinde Saint Joseph wurde offiziell am 24. März 1888 gegründet.

## Städtepartnerschaft
- Saint-Laurent-du-Maroni in Guyana

## Wirtschaft
Landwirtschaft: angebaut werden hauptsächlich Pflanzen mit einem hohen Wasserbedarf, insbesondere die Banane, aber auch Blumen wie Anthurium, Alpinia oder die Porzellanrose (Etlingera elatior).